# Psychotria gentryi
Psychotria gentryi là một loài thực vật có hoa trong họ Thiến thảo. Loài này được (Dwyer) C.M.Taylor miêu tả khoa học đầu tiên năm 1994.